# Royal College of Art
Royal College of Art (RCA, Královská vysoká škola umění) je veřejná univerzita v Londýně ve Spojeném království. Studentům z více než šedesáti zemí nabízí řadu studijních programů jako Graduate Diploma, MA, MRes, MPhil a PhD napříč obory umění a designu. Royal College of Art se umístila jako první v QS World University Rankings, což je každoroční žebříček univerzit Quacquarelli Symonds (QS) v oblasti umění a designu po dobu pěti po sobě jdoucích let.

## Historie
RCA byla založena v Somerset House v roce 1837 jako Government School of Design (Vládní škola designu) či Metropolitan School of Design. V roce 1852 se na více než dvacet let stal ředitelem školy britský umělec a pedagog Richard Burchett. Protože Somerset House potřeboval uvolnit další prostor, škola byla v roce 1853 přestěhována do Marlborough House a následně v roce 1853 nebo 1857 do South Kensingtonu poblíž Victoria and Albert Museum. V roce 1857 byla škola přejmenována na Normal Training School of Art a v roce 1863 na National Art Training School. (Normální škola je historický termín pro instituci vytvořenou k tomu, aby vzdělávala absolventy středních škol pro povolání učitele). Koncem 19. století byla škola určena především pro vzdělání budoucích učitelů. Mezi studující v tomto období patřili George Clausen, Christopher Dresser, Luke Fildes, Kate Greenaway nebo Gertrude Jekyllová.
V roce 1896 nebo 1897 byla škola přejmenována na Royal College of Art a důraz školy se posunul k umělecké praxi a designu. Výuka grafického designu, průmyslového designu a produktového designu začala v polovině dvacátého století. Škola se dále rozšiřovala v 60. letech 20. století a v roce 1967 přijala Royal College chartu, která zajišťovala škole status nezávislé univerzity s právem udělovat vlastní tituly.

## Areály
RCA má tři školní areály, v Jižním Kensingtonu, Battersea a White City. Budova Darwin Building v Kensington Gore pochází ze 60. let 20. století a je to budova II. Byla navržena týmem zaměstnanců RCA, H. T. Cadbury-Brownem, Hugh Cassonem a Robert Gooddenem. V roce 1991 se oddělení sochařství přesunulo do přestavěné továrny přes řeku Temži v Battersea. Počátkem roku 2000 vysoká škola koncipovala druhý školní areál s minibusovým spojením s Kensingtonem. Po úspěšné rekonstrukci areálu společností Wright & Wright (rozpočet 4,3 milionu liber, podlahová plocha 2500 m²) byla v lednu 2009 otevřena současná budova sochařství.
Projekt byl objednán u společnosti Haworth Tompkins a první fáze jejich třífázového designu byla dokončena otevřením budovy Sackler Building dne 19. listopadu 2009, kde byla umístěna lakovna. Jméno budovy připomíná dar nadace The Dr Mortimer and Theresa Sackler Foundation. Budova Dyson Building, pojmenovaná na počest Jamese Dysona, jehož vzdělávací charita věnovala 5 milionů liber na vývoj, byla otevřena 24. září 2012. Je domovem pro tiskárnu a fotografii a obsahuje inovační křídlo, kde začínající designéři mohou zahájit svou tvorbu. Budova Woo Building byla otevřena 30. září 2015 a ukončuje projekt Battersea. Budova je pojmenovaná na počest podnikatele, filantropa a politika sira Woo Po-shinga a Lady Helen Woo, kteří financovali stipendia na RCA od roku 1990. Stipendium je určeno pro programy Keramika a sklo a Šperky a kovy. Konstrukce eloxované hliníkové brány byla navržena absolventem školy Maxem Lambem.

## Kurzy
RCA nabízí postgraduální diplom MA (Master of Art)), MRes (Master of Philosophy), postgraduální titul MPhil (Master of Philosophy) a PhD (Doctor of Philosophy) ve dvaceti osmi oblastech, rozdělených do čtyř škol: architektura, umění a humanitní vědy, komunikace a design. Historie designu je ve spolupráci s Victoria and Albert Museum; tam jsou dva dvojité MA / MSc programy v designu inženýrství ve spolupráci s Imperial College London, program zahrnuje také období studia na Keio University v Tokiu a na Pratt Institute v New Yorku.
Počátkem roku 2019 RCA oznámila spuštění nového programu GenerationRCA. GenerationRCA – mezi jinými iniciativami – bude také vnášet vědní disciplíny do směsi kreativních disciplín, které jsou tradičně v nabídce. Nové programy budou zahrnovat environmentální architekturu a digitální směr; s budoucími programy zaměřenými na nanotechnologii a robotiku, informatiku a algoritmy pro datové struktury, vědu o materiálech a cirkulační ekonomiku.

## Ocenění
V roce 2022 byla RCA umístěna na prvním místě v oboru umění a designu v žebříčku QS World University Rankings s celkovým skóre 99,6 / 100. 
V srpnu 2015 se umístila na prvním místě na seznamu magisterských kurzů v módním byznysu Business of Fashion. V dubnu 2011 se RCA umístila na prvním místě v seznamu britských uměleckých škol, které sestavil časopis Modern Painters (Moderní malíři) podle průzkumu odborníků v uměleckém světě.
V Research Assessment Exercise (hodnocení výzkumu) z prosince 2008 získalo 40% výzkumných výstupů školy nejvyšší hodnocení (4 * nebo vedoucí postavení na světě), což je třetí nejvyšší hodnocení v oboru umění a designu; mezi všemi oblastmi předmětu získalo vyšší hodnocení pouze asi padesát institucí.

## Absolventi
Royal College of Art spolu s její předchůdkyní má mnoho významných absolventů v mnoha oblastech:
Mezi těmi, kteří zde studovali v 19. století byli: Sir George Clausen, Christopher Dresser, Sir Luke Fildes, Kate Greenaway, Gertrude Jekyllová and Edwin Lutyens.
Mezi absolventy 20. a 21. století patří: sochaři Barbara Hepworthová a Henry Moore, malíř Frank Auerbach, David Hockney, Bridget Rileyová, Sir Peter Blake a Charles Tunnicliffe, umělci Jake a Dinos Chapman, Tracey Emin a R. B. Kitaj, módní designéři Ossie Clark a Zandra Rhodes, průmysloví designéři James Dyson a David Mellor, filmoví režiséři Tony a Ridley Scott, designér Thomas Heatherwick a Sir David Adjaye, prominentní členka hnutí sufražetek Sylvia Pankhurstová, hudebník Ian Dury, herec Alan Rickman a  filmový režisér a producent Tony Scott.

## Ceny a ocenění
Royal College of Art má několik ocenění a cen, které uděluje svým absolventům. Patří mezi ně i Sheila Robinson Drawing Prize. Sheila Robinson (1925–1988) byla známá umělkyně a ilustrátorka, jedna z největších umělců z Bardfieldu a členka Royal College of Art. Po její smrti RCA vytvořila cenu Sheila Robinson Drawing Prize.

## Poznámka
1. ↑  Kensington Gore je název dvou průchodů na jižní straně Hyde Parku v centru Londýna. Ulice spojují Royal Albert Hall s Royal College of Art, Royal Geographical Society a Kensingtonské zahrady s památníkem prince Alberta Albert Memorial. Oblast je pojmenovaná po majiteli pozemku, Gore získal místo předtím než bylo zabráno viktoriánskými plánovači v polovině 19. století. Gore je úzký, trojúhelníkový kus země, která oblast rozděluje a která byla známá od anglosaských časů jako Gore.